# Вулиця Сулеймана Стальського (Київ)
Ву́лиця Сулейма́на Ста́льського — вулиця у Дніпровському районі міста Києва, житлові масиви Райдужний (1-й мікрорайон), Воскресенський (2-й мікрорайон), Куликове. Пролягає від Райдужної до Братиславської вулиці.
Прилучаються вулиці Старосільська, Остафія Дашкевича і Воскресенський проспект.
Згідно з Генеральним планом м. Києва, у майбутньому на вулицю Сулеймана Стальського виходитиме основна траса Подільського мостового переходу.

## Історія
Вулиця виникла у 1-й половині ХХ століття під назвою (2-га) Броварська, на честь міста Бровари. У 1955 році отримала назву провулок Стальського на честь лезгинського поета-ашуга Сулеймана Стальського, 1957 року була перейменована на вулицю Стальського. Пізніше назва була уточнена на сучасну.
Останній квартал вулиці пролягав через селище Куликове, знесеного у 1970—80-ті роки.
У 1958 році Нова вулиця на Воскресенській слобідці також отримала назву провулок Стальського. Простягався паралельно вулиці Сулеймана Стальського; ліквідований при знесенні старої забудови.
У 2022 році в застосунку Київ Цифровий відбулось голосування за зміну назви вулиці в рамках процесу дерусифікації топонімів столиці. За результатами голосування, вулицю мали найменувати на честь українського актора і режисера Богдана Ступки. Такий варіант отримав підтримку в 11150 голосів, маючи значну перевагу порівняно з другим місцем "вулиця Миколи Чехівського" (1579 голосів). Проте у 2024 році назву вулиця Богдана Ступки отримала колишня вулиця Станіславського, на розі якої проживав видатний актор.
В 2025 заплановано перейменувати вулицю на честь фізика і колишнього та першого віцепрем'єр-міністра України Ігоря Юхновського. Було проведено опитування у "Києві Цифровому" і 87% опитуванних проголосували ЗА.

## Установи
- Середня загальноосвітня школа № 158 (буд. № 12);
- Середня загальноосвітня школа № 4 (буд. 26а);